# فرانسواز أثينايس، ماركيزة مونتيسب
فرانسواز-أثينايس دي روششوا دي مورتيما ماركيزة مونتيسبُ (الفرنسية:Françoise Athénaïs de Rochechouart de Mortemart Marquise de Montespan؛ 5 أكتوبر 1640 - 27 مايو 1707)؛ أو معروفة أكثر بـ مدام مونتيسبُ (Madame de Montespan)، تعتبر واحدة من أشهر عشيقات الرسمية في فرنسا، بحيث استطعت إنجاب سبعة أبناء لملك لويس الرابع عشر.

## السيرة الذاتية
ولدت فرانسواز-أثينايس لواحدة من أقدم العائلات النبيلة في فرنسا «أسرة روششوا» والديها هما غابرييل دي روششوا وديان دو غرنسيني، اعتبر والدها دوق مورتيما وأمير توني-شارانت، في حين والدتها كانت وصيفة الملكة آن من النمسا.
مع وصولها 20 عاماً أصبحت الوصيفة لأميرة هنرييت آن من إنجلترا زوجة شقيق لويس الرابع عشر، فيما بعد بسبب علاقات والدتها مع ملكة الأرملة آن من النمسا، تم تعيينها لتكون إحدى وصيفات الملكة ماري تيريز من إسبانيا.
في 28 يناير 1663 قبل بلوغها الثالث والعشرون أصبحت متزوجة من النبيل لويس هنري دي باردايون دي غونغان ماركيز مونتيسب، استطعت إنجاب له ابنة ماري كريستين في أواخر 1663 ولويس أنتوني في 1664 لاحقاً أصبح دوق أنتون، عاش الزوجين في منزل صغير بالقرب من قصر اللوفر بحيث تكون قريب من البلاط الملكي وذلك لتنفيذ مهامها وواجباتها كوصيفة لدوقة أورليان، ولكن سرعان ما أصبحت فاتنة بجمالها أمام الحاشية الملكية، وأيضا نالت إعجاب العديد من شخصيات الأدبية من مدام دي سيفينيه والدبلوماسي دوق سان سيمون، وبالإضافة إلى ذلك كانت على اطلاع بالأحداث السياسية، جعلها هذا التأثير أكثر جاذبيةً للرجال بما في لويس دي فرونتيناك وماركيز دي لافار.
بحلول 1666 حاولت مدام مونتيسبُ أن تحل محل عشيقة لويس الرابع عشر الرسمية لويز دي لا فالييه وذلك باستخدام خفة دمها وسحرها بجمالها وسعت إلى جذب الملك نفسه، وأصبحت قريبة من الدوفين الصغير، على الرغم من أن دي لا فالييه كانت على معرفة بإغواء الملك من قبلها، إلا أنها قللت من تقدير منافستها الجديدة، وعلى الرغم من ذلك كونت مدام مونتيسبُ بذكاء صداقات مع مدام دي لا فالييه والملكة ماري تيريز، فشيء فشيئاً أصبحت مدام دي لا فالييه تحتل المرتبة الثانية بعدها، قام الملك بوضعهن في غرف متصلة مع بعضهن البعض بحيث يسهل الوصول إليهن، ومع ذلك خلال وقت قصير انسحبت مدام دي لا فالييه وانضمت إلى الدير، وبذلك أصبحت الآن مدام مونتيسبُ العشيقة الرسمية بلا منازع، بحلول ذاك الوقت كانت في الخمسة والعشرين عاماً.
أيضا أصبحت صديقة لويز بوير إحدى وصيفات الملكة وزوجة آن دوق نوايل، لاحقاً أصغر أبنائها سيتزوج من إحدى حفيدات لويز بوير.
أنجبت مدام مونتيسبُ أول أبنائها في 1669 لويز فرانسواز تم تكليف أحد أقاربها مدام سكارون (في المستقبل مدام دو مانتينون «زوجة لويس الرابع عشر») برعاية الفتاة، ولد لويس أوغست في 1670، ومن ثَّم لويس سيزار في 1672، تم شراء لهم منزل في شارع فوجيرار.
في 1673 تم إضافة الشرعية على أبنائها المتبقيين من قبل لويس الرابع عشر، بعد ثلاثة أشهر من ولادة ابنتها الثانية لويز فرانسواز، وتم منحهم اللقب الملكي دي بوربون، ومع ذلك لم يرد اسمها في وثائق الرسمية لإضافة، لأنها في ذاك الوقت مازالت متزوجة قانونياً، وبسبب قضاء أغلب أوقاتها في البلاط الملكي، أبنائها الكبار لم يكن على علاقة ممتازة معها على عكس مربيتهم مدام سكارون الذين قضوا معها أغلب أوقاتهم، ومع 1674 تم خلعها نهائياً من قبل القضاة في المحكمة (هذا الفصل لا يعتبر إلغاء الزواج)، وبسبب دخول في علاقة محرمة أصبحت الكنيسة الرومانية الكاثوليكية خصمها، بحيث ناشد الملك الكنيسة، ولكنها رفضت تلبية مطالبه، مما أدى استئناف علاقتهما وإنجاب أبناء آخرين، تم إضافة الشرعية عليهم في 1681.

## السقوط والنفي
كانت أحد قضايا القضائية التي عرفت بقضية السموم التي اندلعت منذ سبتمبر 1677 هو بداية نهاية عهد مدام مونتيسبُ، بحيث تم الشكوك فيها في أن تكون قادرة على القتل أو أسوأ من ذلك وخاصةً عندما ظَّل قلب الملك إلى فاتنة آخرى دوقة فونتوج، مما أدى إلى إزالتها من منصب المشرفة على الملكة، وكنتيجة لذلك قبل حدوث تطورات جديدة في علاقتها مع الملك، توفيت في ظروف غامضة في 1681، الشكوك كلها أصبحت تحوم حولها على أنها قد تم تسميمها من قبلها، وعلى الرغم من أنه لم يثبت ذلك بدليل القاطع، الآن يعتقد أن الدوقة توفيت لأسباب طبيعية.

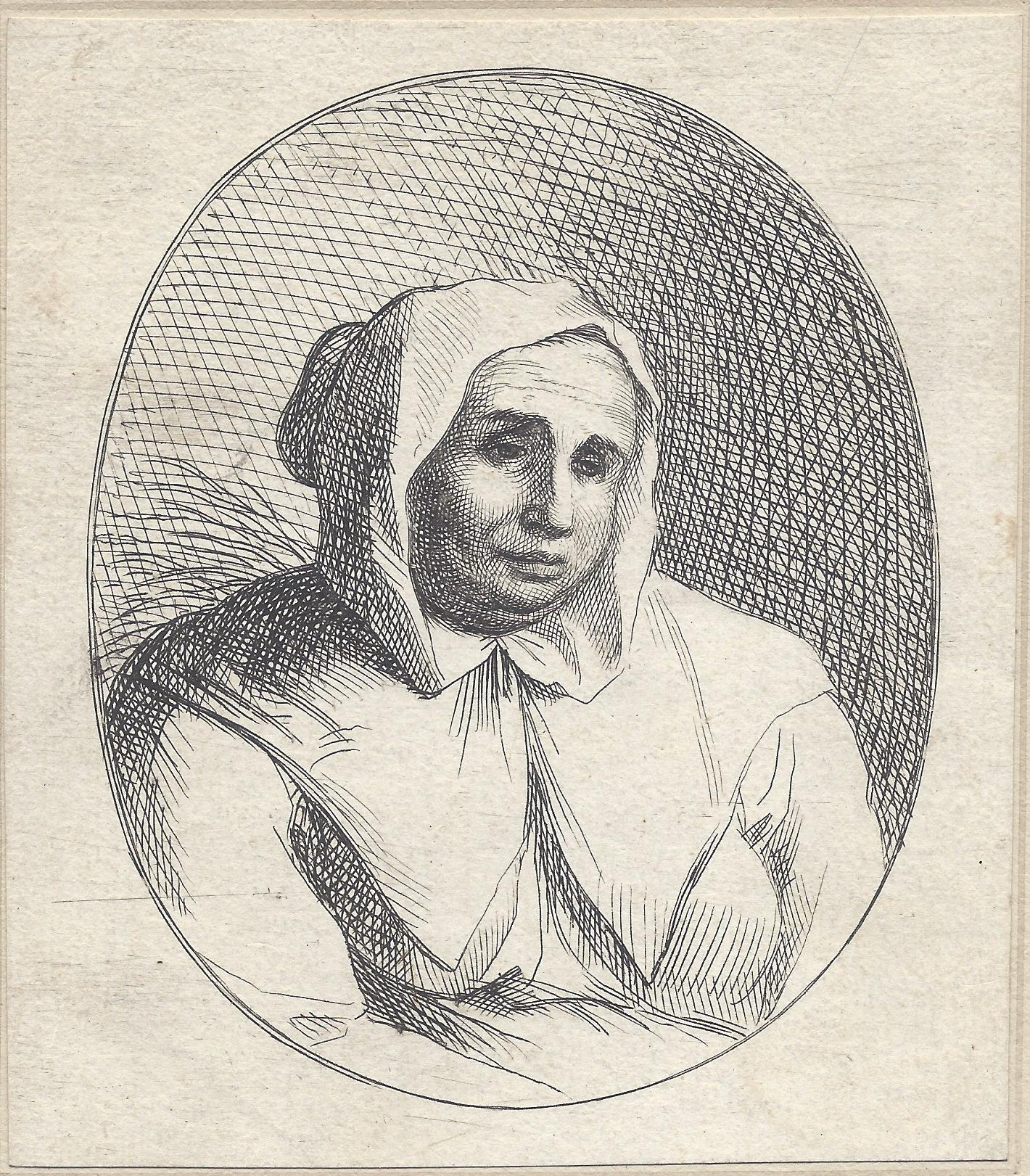
صورة للمشعوذة لافوسين من عام 1680.

كان يفترض لفترة طويلة تورطها في هذه القضية السيئة السمعة، إلا أن لم يثبت ذلك بدليل القاطع، ومع ذلك تم إدانتها عندما تم استمع إلى القاضي، من خلال شهادة على أنها كانت تقوم بزيارات متكررة للمشعوذة معروفة بلقب لافوسين في 1665، وفقاً لهذه الشهادة كانت تقوم مراراً وتكراراً بمساعدة من المشعوذة بطقوس من شأنها أن تصنع جرعة خاصة للملك، بحيث كانتا تستدعيا الشيطان، تدعو من أجل أن يحبها الملك، كوسيلة للتعبير عن امتنان لطلبها قاما بتضحية بحياة مولود جديد وذلك من خلال شق حلقه بسكين، وبعد ذلك تم سحق جسم الطفل، في حين تم استخدام الدم المصفى وعظام المهروسة في الخليط، كان طعام الملك لويس ملوثاً بهذه الطريقة قرابة ثلاثة عشر سنة، وبعد أن تم القبض على المشعوذة وتحقيق معها، تم اكتشاف رفات 2500 رضيع في حديقة منزلها، ومن المفترض أيضا أنها ذهبت إلى أبعد من ذلك بحيث سمحت للكاهن برسم الكتلة السوداء على جسدها العاري في احتفال غارق من الدماء، وقيل أنها شملت ذبيحة رضيع أيضا، ومع ذلك أيا أكان حقيقة هذه المزاعم، ففي يوليو 1667 أصبحت مدام مونتيسبُ العشيقة الرسمية للملك، على الرغم من أن لويز كان حامل بطفلها في المستقبل لويس دي بوربون كونت فيرماندوا.
ومع ذلك بالإضافة إلى إيجاد مكان في قلب الملك، أيضا تم اتهامها من قبل البعض بالتآمر على قتله، ومع ذلك هذه التناقضات في هذه الشهادة دلت على اعتبارها البريئة من هذه التهم، ومع ذلك أُلقيت عليها بعض الشكوك وذلك من خلال إحدى خادمتها التي كانت أيضا على اتصال مع مشعوذة لافوسين، في الواقع إذا كان هُناك أي شخص يحاول قتل الملك، فمن المحتمل أن تكون كلود دي فين ديسيلي التي كان لديها ابنة من الملك لويس ولم يعترف بها علناً كما فعل مع أبنائها وأبناء لويز، من المفترض أن هذه الخادمة استاءت من فقدان اهتمام الملك لها، وأيضا أولمبيا مانسيني كونتيسة سواسون التي كانت إحدى عشيقاته في السابق وكانت من المتورطين في هذه القضية، ومنذ 1680 حاول البعض كثيراً على إيقاف هذه القضية لمنع المزيد من الفضائح.
وبحلول 1691 انسحبت مدام مونتيسبُ من البلاط الملكي نحو إحدى الأديرة في باريس، مع معاش تقاعدي قدره نصف مليون فرنك، لامتنان لمغادرتها جعل الملك من والدها عمدة باريس، في حين شقيقها أصبح مارشال فرنسا، أثناء تقاعدها قامت تبرعات كبيرة للمستشفيات والجمعيات الخيرية، وأيضا كانت راعية للفنون والآداب، وكانت مقربة من كورني، وراسين، ولافونتين.
السنوات الأخيرة من حياتها تم تخليصها من الذنب الشديد، توفيت في 27 يوليو 1707 عن عمر يناهز 61 عاماً، منع الملك لويس الرابع عشر أبنائها من لبس الحداد عليها، ومع ذلك اكتفوا بعدم مجيء إلى التجمعات البلاط أثناء فترة الحداد.

## الذرية
- انجبت مدام مونتسيب ابنين شرعيين:-

1. ماري كريستين (17 نوفمبر 1663 - 1675)؛[7] توفيت وهي طفلة.
2. لويس أنتوني دوق أنتون (5 سبتمبر 1664 - 2 نوفمبر 1736)؛ تزوج من جولي فرانسواز كروسول؛ لهم ذرية، كان مقرب من أخوته الغير الأشقاء دوق ماين وكونت تولوز.

- انجبت مدام مونتسيب سبعة أبناء غير شرعيين، وهم:-

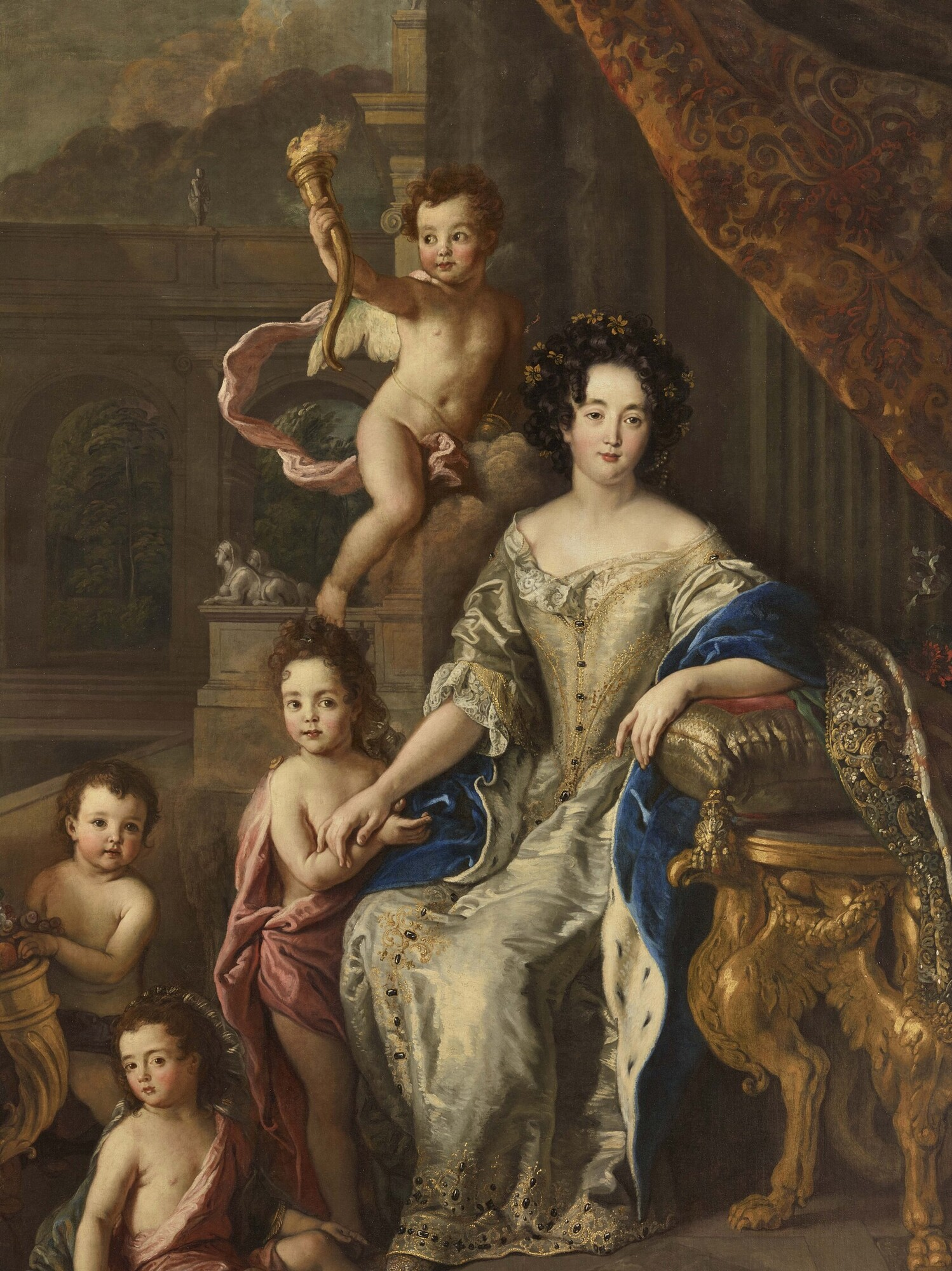
مدام مونتيسبُ من عام 1677

1. لويز فرانسواز (مارس 1669 - 23 فبراير 1672)؛ توفيت صغيرة.
2. لويس أوغست دوق ماين (31 مارس 1671 - 14 مايو 1734)؛ أصبح شرعياً في 1673، تزوج من قريبته لويز بينيدكت دي بوربون، لهم ذرية، كان أحد المرشحين للوصاية على لويس الخامس عشر.
3. لويس سيزار كونت فيكسين (20 يونيو 1672 - 10 يناير 1683)؛ أصبح شرعياً في 1673، توفي صغيراً.
4. لويز فرانسواز مدموزيل نانت (1 يونيو 1673 - 16 يونيو 1743)؛ أصبحت شرعية في 1673، تزوجت من لويس الثالث أمير كوندي، لهم ذرية.
5. لويز ماري آن (12 نوفمبر 1674 - 15 سبتمبر 1681)؛ أصبحت شرعية في 1676، توفيت صغيرة.
6. فرانسواز ماري مدموزيل بلوا (9 فبراير 1677 - 1 فبراير 1749)؛ أصبحت شرعية في 1681، تزوجت من ابن عمها فيليب الثاني دوق أورليان «وصي العرش» على الملك لويس الخامس عشر، لهم ذرية.
7. لويس ألكسندر كونت تولوز (6 يونيو 1678 - 1 ديسمبر 1737)؛ أصبح شرعياً في 1681، تزوج من ماري فيكتوير دي نوايل، لهم ابناً واحداً.

كان لديها ابنين شرعيين وسبعة غير شرعيين، إلا أن أربعةً من أبنائها من أصل تسعة توفوا قبل وصولهم سن البلوغ، إما الآخرون كلهم تزوجوا وأنجبوا أبناء، ابنها شرعي الوحيد الباقي دوق أنتون تزوج وله ابنين نسله من خط الذكور انقرض في 1757، وإما نسلها الغير الشرعي دوق ماين أيضا تزوج وله أبناء انقرض نسله في 1775، وإما أبنائها الثلاثة لويز فرانسواز وفرانسواز ماري وكونت تولوز يعتبرون جميعهم سلف لـ لويس فيليب الأول ملك الفرنسيين وبالتالي هي من خلال أسرة أورليان تعتبر جدة: ملوك بلجيكا، ملوك بلغاريا، ملك البرتغال، ملك كرواتيا، ملوك إسبانيا، دوق لوكسمبورغ الأكبر، وأيضا المطالبين بالعرش البرازيلي والفرنسي والبرتغالي والبلغاري واليوغوسلافي والإيطالي.

## معرض صور

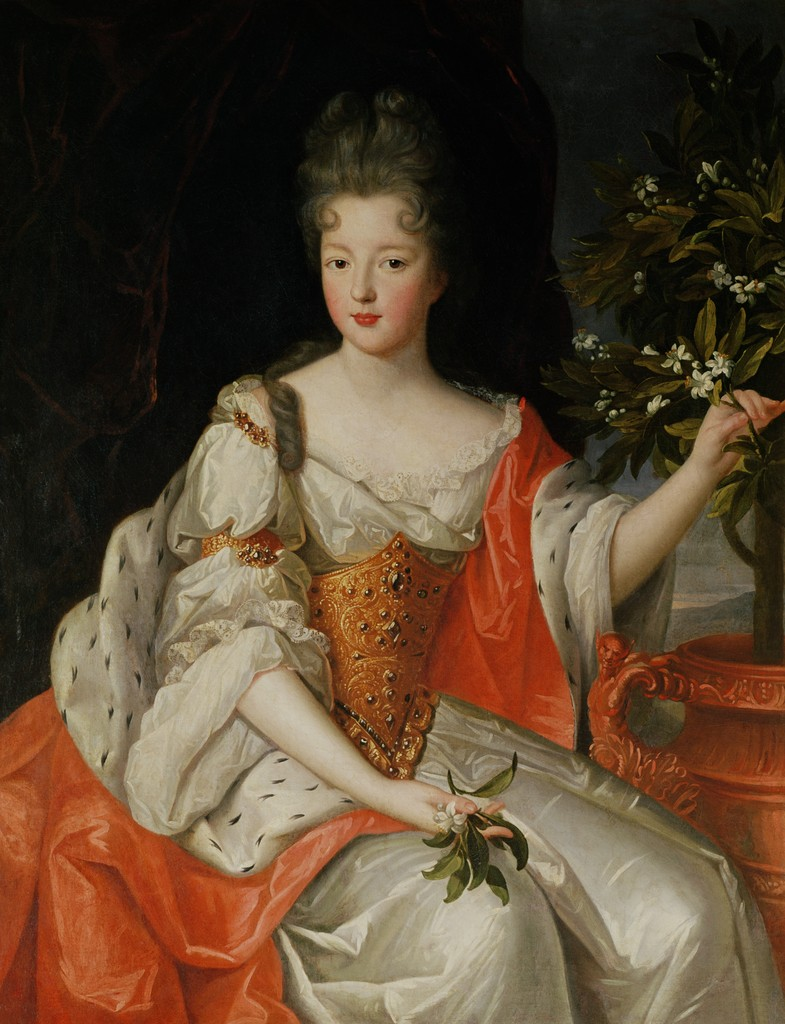
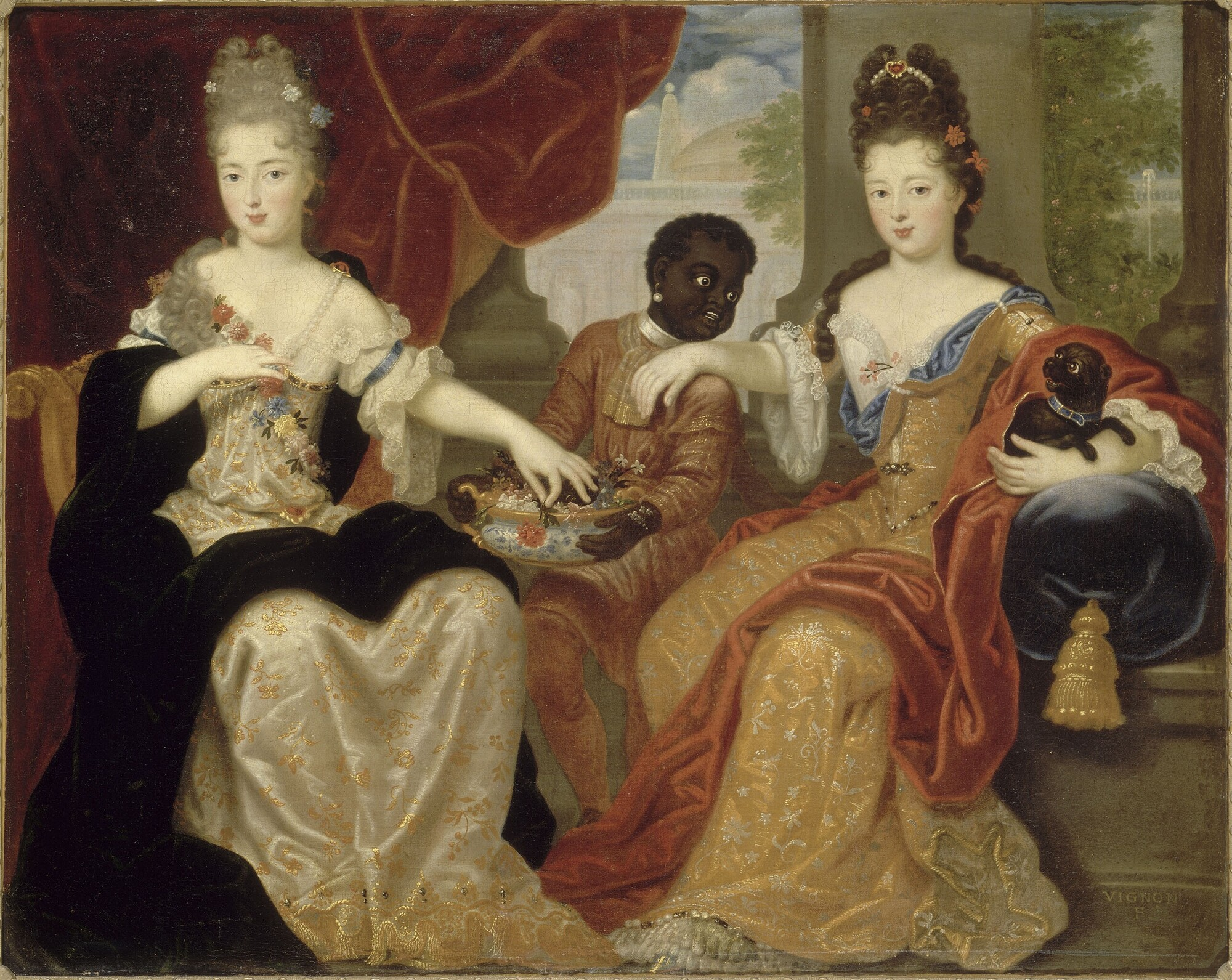
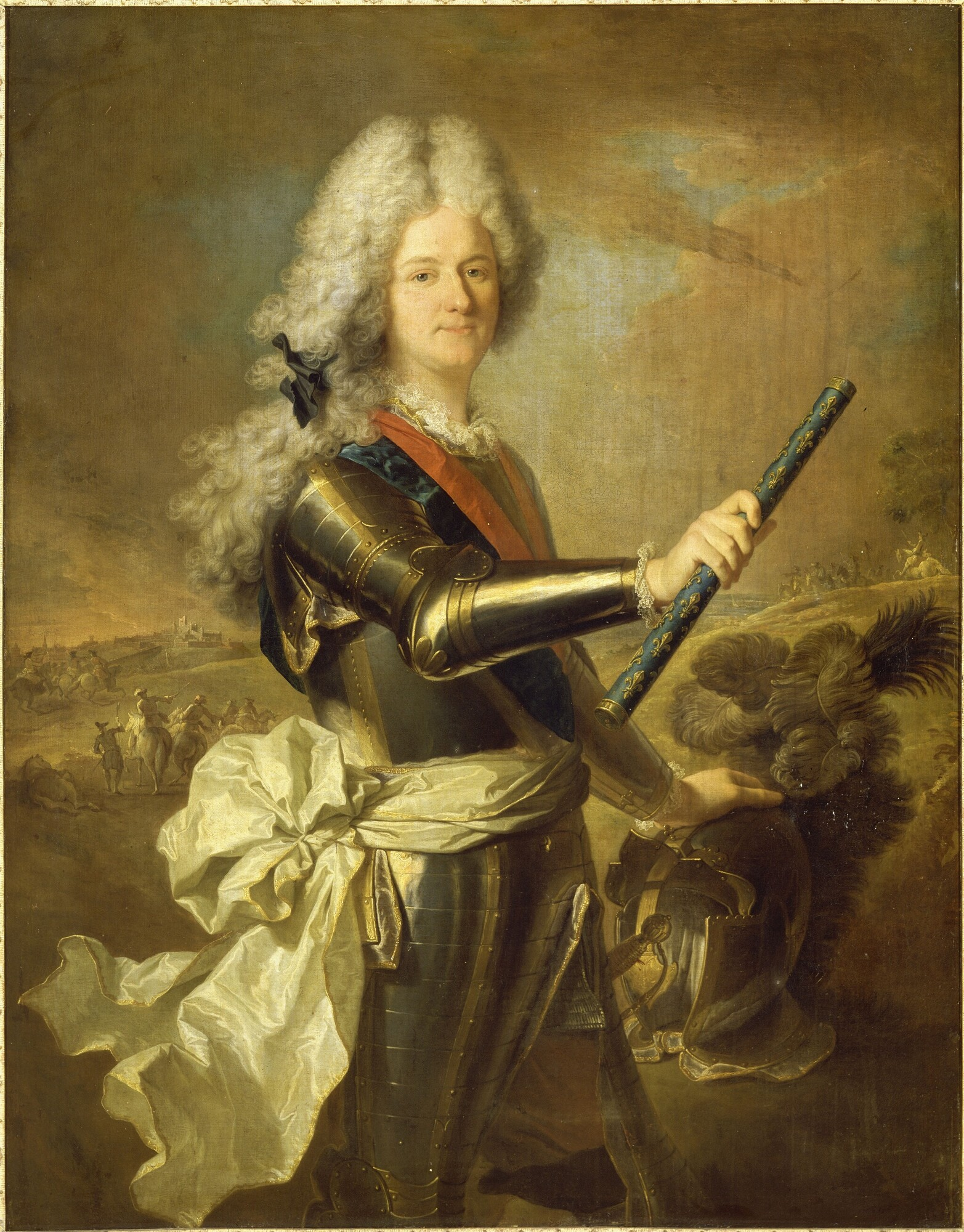

## روابط خارجية
- فرانسواز أثينايس دو روششوا، ماركيزة مونتيسب على موقع الموسوعة البريطانية (الإنجليزية)